# 110国道
40°38′53″N 114°59′52″E / 40.6481715°N 114.997713°E
110国道（或“国道110线”、“G110线”、“京青线”）是在中华人民共和国的一条国道，起点为北京西城区德胜门，终点为宁夏青铜峡，全长1426公里。
这条国道经过北京、河北、内蒙古和宁夏4个省份。
北京段起点处路名为德胜门外大街，然后与京藏高速主路共线至昌平西关环岛出分离，昌平西关环岛以南的G6辅路同时也是216省道，东辅路编为S216，西辅路则编为T216。

## 争议
该国道延庆区段设置有北京境内唯一的国道收费站莲花滩收费站（京新高速进京方向的货车专用通道也同时在此设置入口收费站），该收费站的收费标准一般为小型车辆15元/次，大型车辆25元/次，附近莲花滩等村庄居民可凭身份证绕行免费通道，但收费方式依然饱受争议。
- 110国道与G6分离出口
- 110国道与G6分离点西关环岛
- 110国道的首个里程碑

## 里程表
| 城市名                           | 距起点距离 |
| 北京市                           | 0          |
| 北京市昌平区                     | 32         |
| 北京市延庆区                     | 75         |
| 河北省张家口市怀来县             | 131        |
| 河北省张家口市宣化区             | 183        |
| 河北省张家口市                   | 218        |
| 河北省张家口市万全区             | 238        |
| 河北省张家口市怀安县             | 269        |
| 内蒙古自治区乌兰察布市兴和县     | 335        |
| 内蒙古自治区乌兰察布市           | 410        |
| 内蒙古自治区乌兰察布市卓资县     |            |
| 内蒙古自治区呼和浩特市           | 564        |
| 内蒙古自治区呼和浩特市土默特左旗 | 616        |
| 内蒙古自治区包头市土默特右旗     | 675        |
| 内蒙古自治区包头市               | 747        |
| 内蒙古自治区巴彦淖尔市乌拉特前旗 | 858        |
| 内蒙古自治区巴彦淖尔市五原县     | 922        |
| 内蒙古自治区巴彦淖尔市           | 1010       |
| 内蒙古自治区巴彦淖尔市磴口县     | 1077       |
| 内蒙古自治区乌海市               | 1164       |
| 宁夏回族自治区石嘴山市           | 1266       |
| 宁夏回族自治区银川市             | 1357       |
| 宁夏回族自治区吴忠市青铜峡市     | 1426       |